# Apororhynchus bivolucrus
Espèce
Apororhynchus bivolucrus est une espèce d'acanthocéphales de la famille des Apororhynchidae. 
C'est un parasite digestif du Percnoptère (Neophron percnopterus) découvert par Das en 1950.

## Nomenclature
On trouve également l’orthographe erronée Apororhynchus bivoluerus.

## Description
Dans sa description originale, l'auteur indique que le spécimen analysé parmi les trois en sa possession (toutes des femelles) mesure 1,4 mm et dont le diamètre maximal est de 0,7 mm. Sa couleur en vie est brun foncé, ce qui pourrait aisément le faire passer pour une boulette fécale.
Les œufs arrivés à maturité présentent une forme ovale et mesurent en moyenne 0,10 mm x 0,06 mm x 0,04 mm.

## Publication originale
- (en) E N Das, « On a New Species of Apororhynchus from the White Scavenger Vulture, Neophron Percnopterus (Linn.) from India », Records of the Indian Museum, Calcutta, Inconnu, vol. 48, nos 3-4,‎ 1950 et 1951, p. 43-50 (ISSN 0375-099X, OCLC 1427183, DOI 10.26515/RZSI/V48/I3-4/1951/162137, lire en ligne).